# Organización del Pueblo en Armas
La Organización del Pueblo en Armas (ORPA)  fue una organización guerrillera de Guatemala, en febrero de 1982 se integró a la Unidad Revolucionaria Nacional Guatemalteca (URNG), coalición de cuatro grupos rebeldes que impulsó un proceso de guerra popular revolucionaria en Guatemala y que negoció y firmó los Acuerdos de Paz con el Gobierno y el Ejército el 29 de diciembre de 1996.

## Historia

### Inicios
Este grupo se organizó en 1971 a partir de una escisión al interior de las Fuerzas Armadas Rebeldes (FAR). Su comandante en jefe fue Rodrigo Asturias Amado (Comandante Gaspar Ilom), hijo del premio nobel de literatura Miguel Ángel Asturias.
La presencia en San Marcos de la Organización del Pueblo en Armas (ORPA) se remonta a 1972, cuando este grupo guerrillero inició el reclutamiento de colaboradores locales para formar su base social, que llamarían Resistencia Popular Campesina, y encargada de realizar funciones logísticas y organizativas. Hasta 1978 sus métodos de trabajo se caracterizaron por ser clandestinos y selectivos. Sin embargo, a partir de 1979, cuando la ORPA sale a la luz pública, en algunas regiones, como El Tablero y Sacuchúm.
El 18 de septiembre de 1979, una unidad guerrillera ocupó militarmente la finca cafetalera de Mujuliá, en Quetzaltenango, al occidente de Guatemala; con esta acción y la distribución de un Manifiesto se inició la acción pública de la ORPA, la cual se autodefinió como «una organización político-militar a nivel nacional, que desarrolla el proceso de guerra popular revolucionaria en forma consciente, progresiva y responsable y que después de varios años de preparación, en los que se construyó en la clandestinidad, surgió públicamente para sumarse a la lucha del pueblo guatemalteco».
Operó principalmente en el centro, sur y occidente del país.  Este grupo incluyó en su plataforma política la lucha contra el racismo e hizo particular énfasis en la participación de la población indígena en el proceso de guerra revolucionaria.
A finales de los setenta la ORPA estableció un campamento guerrillero en el cerro El Tumbador,  ubicado entre el municipio de El Tumbador y la aldea San Francisco El Tablero, municipio de San Pedro Sacatepéquez, San Marcos.  Por otra parte, la Inteligencia militar, a través de su red de informantes locales, tenía conocimiento de la existencia en la región de campamentos guerrilleros y de la supuesta relación que pobladores tenían con los rebeldes. "Habían detectado este campamento pero no era fácil llegar a él (...)".

### Escalada de acciones

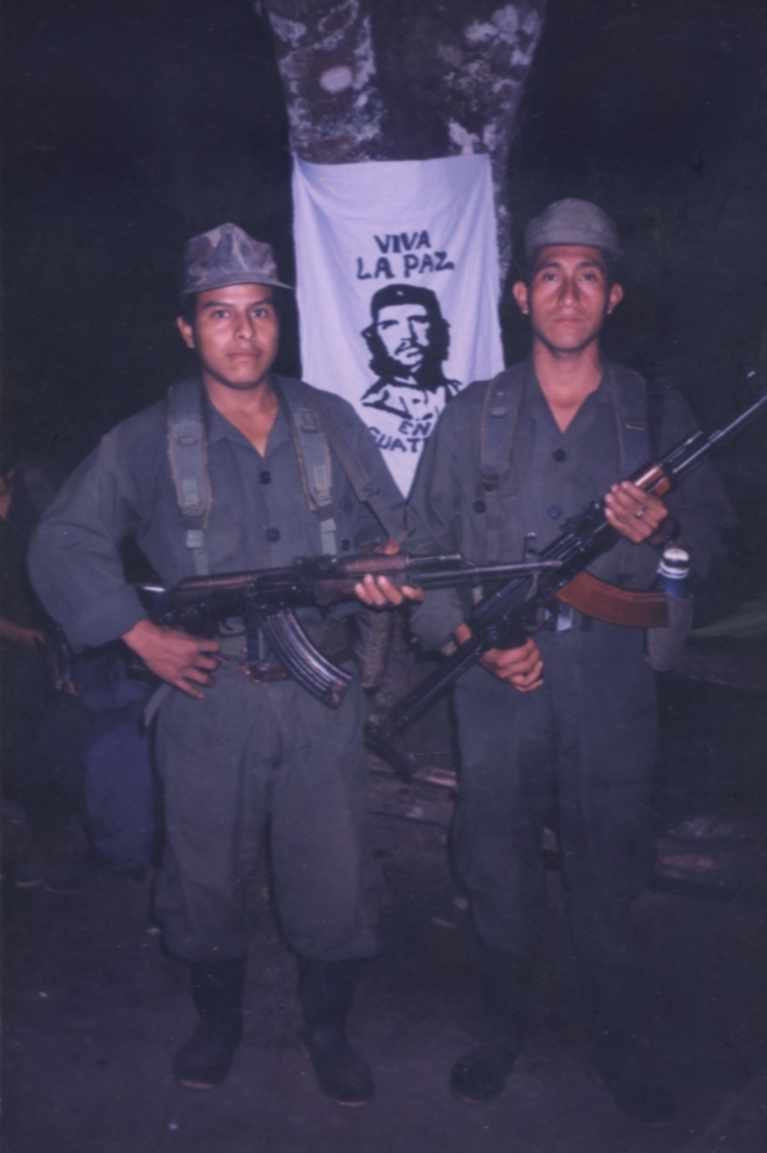
Guerrilleros de la ORPA armados con fusiles de asalto AK-47 rusos.

Durante inicios de la década de los 80´s, el ORPA incrementó sus ataques contra las fuerzas de seguridad, siendo responsable de varios ataques exitosos contra las fuerzas guatemaltecas, esto con sus fuerzas especiales y sus células urbanas. Algunos ataques relevantes fueron la ocupación de haciendas y fincas, así como ataques armados, tales como el incendio de la finca Helvetia en el Departamento de Retalhuleu y ataques contra las fincas Monte Bello, Santa Anita y La Tranquilidad.
A pesar de su despliegue, sufrió importantes bajas en años posteriores, sobre todo por la infiltración del ejército en la estructura.

### Desescalada de acciones
El 25 de agosto de 1996 es secuestrada  Olga de Novella por miembros del ORPA, cuando esta salía de un servicio religioso. El secuestro estuvo a cargo de Rafael Augusto Valdizón Núñez, esto sin la autorización de la URNG, suspendiendo momentáneamente las pláticas con el gobierno. El secuestro duro dos meses, pidiendo un rescate de 6 millones de dólares para la liberación, a diferencia de otros secuestros, la prensa otorgó escasa información sobre las exigencias de los secuestradores y la reacción de los familiares de la víctima, siendo liberada el 20 de octubre de 1996. El URNG se pronunció sobre el hecho, suspendiendo la actividad armada para evitar arriesgar los acercamientos con el gobierno.